# Fimbulwinter (Band)
Fimbulwinter war eine norwegische Black-Metal-Band, die etwa von 1992 bis 1994 bestand. Sie war nach dem Fimbulwinter der nordischen Mythologie benannt.

## Geschichte
Die Band entstand während der „zweiten Welle“ des norwegischen Black Metals und nahm Ende 1992 ein Demo auf, das neben fünf Eigenkompositionen ein Celtic-Frost-Cover enthielt. Der Musikstil zeigte Einflüsse von Celtic Frost, Bathory und Darkthrone. Wenig später gründete Gitarrist Stian „Shagrath“ Thoresen Dimmu Borgir und Bassist Hugh „Skoll“ Mingay wurde Mitglied von Ulver. Die Aktivitäten von Fimbulwinter kamen damit zum Erliegen. Aufgrund anhaltender Nachfrage nach dem Demo wurde dieses 1994 mit einem zusätzlichen Stück als Servants of Sorcery über Hot Records veröffentlicht. Im Booklet wurde das Ende Fimbulwinters verkündet.

## Diskografie
- 1992: Rehearsal Demo
- 1994: Servants of Sorcery